# Don Kennedy (attore)
Donald Frederick Kennedy, detto Don (Los Angeles, 2 settembre 1921 – Del Mar, 3 aprile 2013), è stato un attore statunitense.

## Filmografia parziale

### Cinema
- Return from the Sea, regia di Lesley Selander (1954)
- I cadetti della 3ª brigata (An Annapolis Story), regia di Don Siegel (1955)
- La legge del Signore (Friendly Persuasion), regia di William Wyler (1956)
- I draghi del West (Walk Like a Dragon), regia di James Clavell (1960)
- Hud il selvaggio (Hud), regia di Martin Ritt (1963)
- Professione pericolo (The Stunt Man), regia di Richard Rush (1980)
- Il segno della giustizia (Messenger of Death), regia di J. Lee Thompson (1988)

### Televisione
- Cavalcade of America – serie TV, 4 episodi (1954-1956)
- Frida (My Friend Flicka) – serie TV, episodio 1x30 (1956)
- Screen Directors Playhouse – serie TV, episodio 1x35 (1956)
- The 20th Century-Fox Hour – serie TV, episodio 2x04 (1956)
- Il tenente Ballinger (M Squad) – serie TV, episodio 1x03 (1957)
- Man with a Camera – serie TV, episodio 1x01 (1958)
- The Restless Gun – serie TV, episodio 2x09 (1958)
- Perry Mason – serie TV, episodio 2x06 (1958)
- L'uomo e la sfida (The Man and the Challenge) – serie TV, episodi 1x08-1x32 (1959-1960)
- Laramie – serie TV, 4 episodi (1959-1963)
- Ricercato vivo o morto (Wanted: Dead or Alive) – serie TV, episodio 2x30 (1960)
- Carovana (Stagecoach West) – serie TV, episodio 1x02 (1960)
- Ripcord – serie TV, episodio 1x00 (1961)
- Dakota (The Dakotas) – serie TV, episodio 1x16 (1963)
- Bonanza – serie TV, episodio 4x25 (1963)
- Sotto accusa (Arrest and Trial) – serie TV, episodi 1x12-1x28 (1963-1964)
- La legge del Far West (Temple Houston) – serie TV, episodio 1x18 (1964)